# Lin (couleur)
Pour les articles homonymes, voir Lin.

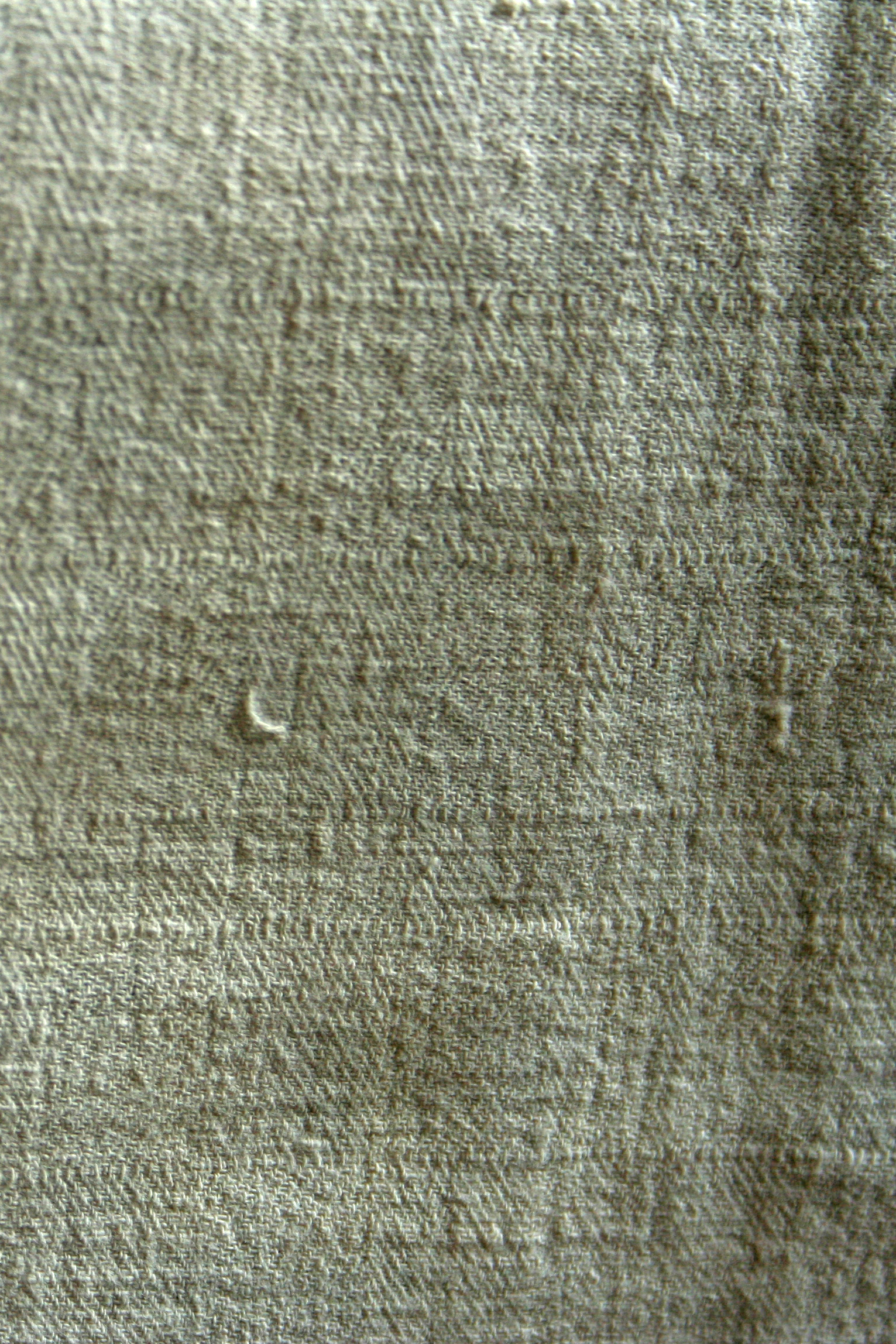
Toile de lin.

Lin, Gris de lin, Fleur de lin, sont des noms de couleur en usage dans les domaines de la mode et de la décoration.
Lindésigne d'ordinaire, d'après la couleur du lin textile brut, un gris ou un beige.
Gris de lin, Fleur de lindésigne, d'après la couleur de la fleur du lin, une nuance de bleu ou de violet.
« linen »un mot-clé qui appelle un code de couleur du web.
Dans les nuanciers commerciaux, on trouve, en peinture pour la décoration lin clair, lin brut, lin naturel,  pur lin ,  toile de lin< , EE229 graine de lin, lin ; en fil à broder 3840 fleur de lin bleue, 3032 lin bistre.

## Histoire
La première édition du Dictionnaire de l'Académie française indique que gris de lin est « une couleur qui ressemble à la fleur de lin ». En 1783 un volume de l’Encyclopédie méthodique consacré au commerce, précise qu'« on appelle gris de lin une nuance violette qui a plusieurs degrés depuis le plus clair jusqu'au plus brun ».
On trouve couleur de lin en 1805, au sens de grisâtre, dans un manuel médical.
Au XIXe siècle, Michel-Eugène Chevreul a entrepris de repérer les couleurs entre elles et par rapport aux raies de Fraunhofer. Parmi les « Noms de couleur le plus fréquemment usités dans la conversation et dans les livres », fleur de lin correspond à bleu-violet 89, 10 ton ; et parmi les gris, gris de lin, à bleu-violet 4 et 5 ton et 4 bleu 4 ton, très rabattu (1/10).
À partir des années 1860, les couleurs d'aniline font triompher des teintes violettes et pourpre autrement brillantes, à base de teintures brevetées et munies de noms commerciaux, qui éclipsent les teintures du même champ chromatique plus anciennes

## Couleur du Web
Linen, en français tissu de lin, linge et ce qui semble être la référence dans ce cas particulièrement, sous-vêtements, est un mot clé des codages HTML pour une couleur orangée pâle.
Dans la même région d'origine, le répertoire de couleurs ISCC-NBS connaît « flax » (lin) 90 ; mais, pour d'autres auteurs « flax » correspond à une teinte jaunâtre, d'après la couleur de la graine de lin : 12 B2, un genre de teinte qu'on trouve en effet dans les nuanciers de peinture pour la décoration sous le nom de « flax seed ».